# Ptochophyle zaphleges
Ptochophyle zaphleges là một loài bướm đêm trong họ Geometridae.